# Transall C-160
El Transall C-160 (sovint abreviat com a C.160 o Transall) és un avió de transport militar desenvolupat pel consorci Transall, format per empreses aeroespacials franceses i alemanyes. Va ser desenvolupat inicialment per complir els requisits d'avió de càrrega modern per a l'Exèrcit de l'aire francès i la Força Aèria Alemanya. També va aconseguir comandes d'exportació per a Sud-àfrica i Turquia, així com per alguns operadors civils.
El C-160 ha demostrat ser un disseny de llarga durada, mantenint-se en servei durant més de 50 anys des del seu primer vol el 1963. Ha servit de suport logístic s nombroses operacions a l'estranger. També ha servit en rols especialitzats com el d'avió cisterna per a re-proveïment en vol, plataforma per a la guerra electrònica i plataforma de comunicacions. El C-160 serà substituït a França i Alemanya per l'Airbus A400M.

## Especificacions (C-160)

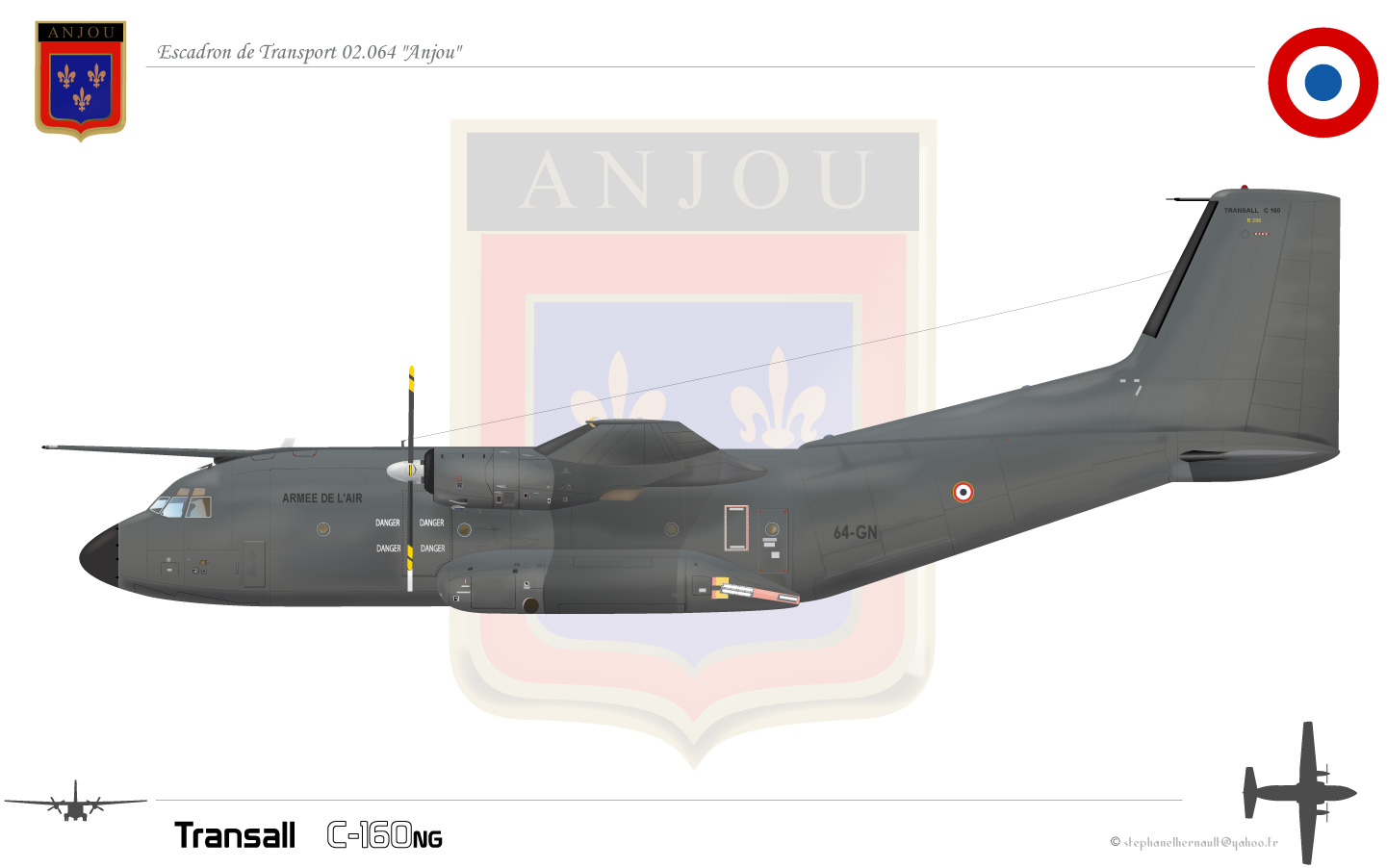
Il·lustració del Transall C-160NG, de l'esquadró d'Anjou de l'Exèrcit de l'aire francès.

Dades de Jane's All The World's Aircraft 1982-83
Característiques generals
- Tripulació: Dos o tres pilots, un enginyer de vol
- Capacitat: 

  - 93 soldats o
  - 61–88 paracaigudistes o
  - 62 lliteres
- Càrrega útil: 16.000 kg
- Longitud: 32,40 m
- Envergadura: 40,00 m
- Alçada: 11,65 m
- Superfície de l'ala 160,0 m²
- Pes buit: 29.000 kg
- Pes màxim d'enlairament: 51.000 kg
- Motors: 2×  turbohèlice Rolls-Royce Tyne Rty.20 Mk 22, 4.549 kW   cada un

 Rendiment 
- Velocitat màxima absoluta : 593 km/h (320 nusos)
- Velocitat màxima: 513 km/h (277 nusos) at 4.875 m (16.000 peus)
- Velocitat d'entrada en pèrdua: 177 km/h  amb flaps baixats
- Abast: 1.853 km  amb 16.000 kg de càrrega, reserva de 30 min de combustible
- Abast en trasllat: 8.858 km
- Sostre de servei: 8.230 m
- Ràtio d'ascens: 6,6 m/s
- Càrrega alar: 319 kg/m²
- Potència/pes: 0,18 kW/kg